# Кімната №6
Кімната № 6 (англ. Room 6) — американський фільм жахів 2006 року режисера Майкла Герста.

## Сюжет
Життя молодої вчительки Емі перевертається вверх дном після жахливої автокатастрофи, у якій ледве не загинув її наречений, що встиг зробити їй пропозицію руки і серця. Дійсність навколишнього світу руйнується, коли стурбована станом свого нареченого жінка намагається розшукати його в госпіталі Святої Розмарі, який, як виявилося, був знищений пожежею багато років тому за досить загадкових обставин.